# Trash (Alice Cooper)
| Recensione    | Giudizio |
| ------------- | -------- |
| AllMusic      |          |
| Rolling Stone |          |

Trash è il diciottesimo album in studio del cantante statunitense Alice Cooper, pubblicato il 25 luglio 1989 dalla Epic Records.
L'album è principalmente ricordato per il singolo Poison, che rappresentò il maggior successo di Cooper dai tempi di You and Me del 1977.

## Descrizione
L'album segue Constrictor e Raise Your Fist and Yell, i due lavori che avevano segnato il ritorno di Alice Cooper nell'industria musicale, dopo un periodo di forte crisi personale nei primi anni ottanta. Cooper chiese aiuto al famoso compositore Desmond Child per preparare l'album della sua definitiva rinascita discografica. Quando uscì, Trash si rivelò uno dei maggiori successi del cantante, accompagnato da singoli come Poison, Bed of Nails e House of Fire, che riportarono Cooper nelle parti alte delle classifiche dopo più di un decennio. Seguì un tour mondiale di successo in supporto all'album, documentato nel concerto Trashes the World distribuito l'anno successivo in VHS.
Al disco parteciparono molti ospiti speciali, tra cui Steven Tyler, Joe Perry, Steve Lukather, Michael Anthony, così come il chitarrista Kane Roberts, che aveva già suonato nei due album precedenti del cantante. Inoltre, Cooper venne aiutato nella scrittura dei brani da alcuni compositori esterni come Joan Jett, Diane Warren, Jon Bon Jovi, Richie Sambora e lo stesso Desmond Child.

## Tracce
1. Poison – 4:29 (Alice Cooper, Desmond Child, John McCurry)
2. Spark in the Dark – 3:52 (Cooper, Child)
3. House of Fire – 3:47 (Cooper, Child, Joan Jett)
4. Why Trust You – 3:12 (Cooper, Child)
5. Only My Heart Talkin' – 4:47 (Cooper, Bruce Roberts, Andy Goldmark)
6. Bed of Nails – 4:20 (Cooper, Child, Kane Roberts, Diane Warren)
7. This Maniac's In Love With You – 3:47 (Cooper, Child, Bob Held, Tom Teeley)
8. Trash – 4:01 (Cooper, Child, Mark Frazier, Jamie Sever)
9. Hell Is Living Without You – 4:11 (Cooper, Child, Jon Bon Jovi, Richie Sambora)
10. I'm Your Gun – 3:48 (Cooper, Child, McCurry)

Tracce bonus nell'edizione giapponese
1. Cold Ethyl (Live) – 3:12 (Cooper, Bob Ezrin)
2. Ballad of Dwight Fry (Live) – 7:22 (Michael Bruce, Cooper)

## Formazione
Musicisti
- Alice Cooper – voce
- John McCurry – chitarre
- Hugh McDonald – basso
- Alan St. John – tastiere
- Bobby Chouinard – batteria
- Guy Mann-Dude – chitarre (tracce 2, 4, 7)
- Joe Perry – chitarre (traccia 3)
- Steven Tyler – seconda voce (traccia 5)
- Kane Roberts – chitarre (traccia 6)
- Jon Bon Jovi – seconda voce (traccia 8)
- Mark Frazier, Jack Johnson – chitarre (traccia 8)
- Tom Hamilton – basso (traccia 8)
- Joey Kramer – batteria (traccia 8)
- Richie Sambora, Steve Lukather – chitarre (traccia 9)
- Kip Winger – seconda voce (traccia 10)
- Paul Chiten – tastiere aggiuntive
- Steve Deutsch – sintetizzatore
- Gregg Mangiafico – tastiere, effetti speciali
- Myriam Valle – cori
- Maria Vidal – cori
- Diana Graselli – cori
- Desmond Child – cori
- Bernie Shanahan – cori
- Louie Merlino – cori
- Alan St. John – cori
- Tom Teeley – cori
- Michael Anthony – cori
- Stiv Bators – cori
- Hugh McDonald – cori
- Jango – cori
- Jamie Sever – cori
- Joe Tura – cori

Produzione
- Desmond Child – produzione
- Sir Arthur Payson – registrazione, ingegneria del suono
- Obie O'Brien – ingegneria del suono
- Steve Thompson, Michael Barbiero – missaggio
- George Marino – mastering

## Classifiche

### Classifiche settimanali
| Classifica (1989/90) | Posizione massima |
| -------------------- | ----------------- |
| Australia            | 5                 |
| Austria              | 4                 |
| Canada               | 19                |
| Finlandia            | 1                 |
| Germania             | 16                |
| Norvegia             | 4                 |
| Nuova Zelanda        | 6                 |
| Paesi Bassi          | 53                |
| Regno Unito          | 2                 |
| Stati Uniti          | 20                |
| Svezia               | 6                 |
| Svizzera             | 10                |
| Ungheria             | 13                |

### Classifiche di fine anno
| Classifica (1989) | Posizione |
| ----------------- | --------- |
| Australia         | 48        |
| Germania          | 90        |
| Regno Unito       | 96        |
| Classifica (1990) | Posizione |
| Canada            | 90        |
| Germania          | 51        |
| Stati Uniti       | 68        |